# ديسكاز
ديسكاز (Discuz!) هو برنامج منتديات مجّاني إحتكاري. كانت بدايته سنة 2001 ميلادية وهو مكتوب بلغة php يعمل على قواعد البيانات MySQL.
واللغة الام هي الصينية ويعبتر السكربت من أقوى السكربتات في برامج المنتديات.
نسخة منتديات ديسكاز Discuz المجانية، هي أحد منتجات شركة Comsenz Inc، من أقوى النسخ على الإطلاق ويستخدمها الملايين ولها شعبية جارفه خاصه في شرق آسيـا ولها دعم إنجليزي منفصل عن الشركة الأم بالصين.
بدأت النسخة في عام 2001 بمسمى Asia XMB وبدأت تشغيل منتجاتها باللغة الإنجليزية ولكن توقف هذا الدعم للعجز المالي الذي حصل بالشركة.. وفي أكتوبر عام 2002 تحول اسم الشركة إلى Discuz! كما هو عليه الآن.. وكانت الذكرى العاشرة للديسكاز منذ عدة اسابيع فقط.

## المميزات
نظام المواضيع المتعدد مثل (مواضيع التحدي – مواضيع الاستطلاع – مواضيع الفعاليات – مواضيع المنتجات – مواضيع الطلبات (شبية بجوجل اجابات)..
نظام الإعلانات الشامل وإمكانية الإعلانات في أماكن كثيرة.
نظام DIY هو يعني إضافة بلوكات في أي مكان بالمنتدى مثل بلوكات الإحصائيات وبلوك صندوق البحث وإعلانات … الخ ويوجد عدد كبير من البلوكات الجاهزة المعربة.
نظام المسودة وحفظ البيانات اولا المسودات وهو نظام حفظ الموضوع واستكماله فيما بعد اما نظام حفظ البيانات وهو يتم حفظ الموضوع أثناء كتابته كل 30 ثانية ويمكن استرجاعه لو أردت
نظام بحث شامل
نظام مجموعات متطور جدا
يغنيك عن هاكات وسكربتات كثيرة فـ موقعنا ديسكاز العرب على سبيل المثال لم يستخدم به أي هاك على
الإطلاق!! إلا ما ندر !!
نظام إحصائيات شامل
نظام الترتيب وتعني أعلى الأعضاء وأعلى المجموعات …الخ
لوحة اشراف ورقابة مميزة
تعدد تفاصيل الملف الشخصي مثل ( مدونات- مقولات لك  – المزاج  – المفضلة – المنشورات)
محرر مميز جدا ويوجد به كل شيء (يوتيوب – جوجل فيديو …الخ) مع إمكانية إضافة خيارات أخرى بكل سلاسة.
نظام النموذج الكامل ويعني مثل نموذج بيع موقع أو نموذج هاك وتكون على شكل حقول وتظهر بشكل رائع، مثال على نموذج هاك.
الملاحظات والاشعارات عند إضافة رد على أحد مواضيعك
مجلة كاملة مميزة يمكنك التحكم بها بكل سهولة
ما يميز النسخة عن غيرها هي أن لديها رقم قياسي عجيب! ان النسخة لم تُخترق حتى الآن..
يمكنك عمل تصفية واراحة نفسك في كل قسم بمشاهدة المواضيع خلال يوم، يومان، شهر إلى اسبوع أو مشاهدتها جميعها كما تريد أو تحديد المواضيع المميزة من قبل الإدارة \ المشرفين، أو المستحسنة من جانب الأعضاء.
خاصية حفظ الحقوق بالصور، عند رفع صورة على الموقع تظهر حقوق موقعك على الصورة حسب اختيارك.
والكثير الكثير جدا من المميزات التي يستحيل حصرها في موضوع واحد!!
يمكنك الإطلاع على الموقع ومشاهدة جميع المميزات ويمكنك في كل ميزة موجوده الغائها ان اردت أو جعلها كما هي مُفعلة عبر موقع..
لـ تحميل النسخة، استايلات مُعربة، هاكات وسكربتات وغيرها عبر موقع الدعم العربي ديسكاز العرب (www.ar-discuz.net).